# Quốc kỳ Myanmar
Quốc kỳ Myanmar (tiếng Miến Điện: မြန်မာနိုင်ငံ၏ အလံတော်) đã được thông qua vào ngày 21 tháng 10 năm 2010 để thay thế lá cờ cũ được sử dụng từ năm 1974. Quốc kỳ được giới thiệu cùng với việc thực hiện các thay đổi đối với tên quốc gia, được quy định trong Hiến pháp năm 2008.
Lá cờ này có ba sọc ngang từ trên xuống gồm:

– Màu vàng tượng trưng cho tình đoàn kết của giai cấp công nhân Myanmar

– Màu xanh lá cây là sự hòa bình và yên bình của đất nước

– Màu đỏ tượng trưng và dũng cảm và quyết đoán của người dân Myanmar

– Ngôi sao năm cánh màu trắng tượng trưng cho sự hòa hợp chủng tộc và sự kết hợp của năm nhóm dân tộc chính - Burman, Karen, Shan, Kachin, và Chin.

## Lịch sử
Quốc kỳ Myanmar cũ được sử dụng từ 3 tháng 1 năm 1974 đến 21 tháng 10 năm 2010 có hình chữ nhật (tỷ lệ 2 cạnh là 5:9) nền đỏ có một hình chữ nhật khác màu xanh ở góc bên trái trên cùng. Ở giữa hình chữ nhật màu xanh, có một bánh răng màu trắng (tượng trưng cho giai cấp công nhân), lồng vào bánh răng là một giạ lúa cũng màu trắng (tượng trưng cho giai cấp nông dân). Bao quanh bánh răng và giạ lúa là 14 ngôi sao tượng trưng cho 14 đơn vị hành chính của Myanmar. Về màu sắc, màu đỏ tượng trưng cho lòng can đảm, màu xanh tượng trưng cho hòa bình và thống nhất còn màu trắng tượng trưng cho sự trong sạch.
So với lá cờ trước (từ 1948 đến 1974), lá cờ này có cùng kích thước, tỷ lệ và cách bố trí màu. Chúng chỉ khác nhau ở hình trong hình chữ nhật màu xanh: đó là sáu ngôi sao gồm một ngôi sao ở giữa và năm ngôi sao bên cạnh.
Tuy nhiên, chúng đều là hình chữ nhật (tỷ lệ 2 cạnh là 5:9) nền đỏ có một hình chữ nhật màu xanh ở góc bên trái trên cùng.

### Đề nghị thay cờ

Đề xuất quốc kỳ Myanmar năm 2006

Năm 2006, người ta đã đề nghị thay thế lá cờ hiện hành băng một lá cờ khác gồm 3 dải màu đỏ, vàng và xanh có cùng chiều rộng lần lượt từ dưới lên trên. Dải trên cùng màu xanh có một sao trắng ở góc bên trái. Tuy nhiên, đề nghị này bị bác bỏ. Và lá cờ được chấp nhận là lá cờ hiện nay (gồm 3 dải màu vàng, xanh lá, đỏ với sao trắng ở giữa).
Trong thời kỳ Nhật Bản chiếm đóng Myanmar, lá cờ ba màu như hiện nay nhưng chỉ có hình tròn trắng với hình con công bên trong là quốc kỳ của nhà nước Myanmar được Nhật Bản hậu thuẫn.
| Hệ màu  | Vàng          | Xanh lục      | Đỏ           | Trắng       |
| ------- | ------------- | ------------- | ------------ | ----------- |
| Pantone | 116           | 361           | 1788         | Safe        |
| RGB     | 254-203-0     | 52-178-51     | 234-40-57    | 255-255-255 |
| HTML    | #FECB00       | #34B233       | #EA2839      | #FFFFFF     |
| CMYK    | 0, 20, 100, 0 | 71, 0, 71, 30 | 0, 83, 76, 8 | 0, 0, 0, 0  |

## Các lá cờ trước

1300 - 1500
1500 - 1752
1752 - 1886
1939 - 1941
1941 - 1943
1943 - 1945
1945 - 1948
1948 - 1974
1974 - 2010
2010 - nay